# Liste von Persönlichkeiten der Stadt Neubrandenburg
Die Liste von Persönlichkeiten der Stadt Neubrandenburg enthält Personen, die in Neubrandenburg geboren sind bzw. gelebt und gewirkt haben. Die zusätzliche Liste Söhne und Töchter heutiger Ortsteile enthält Personen, die in heutigen Ortsteilen geboren sind, sofern die Ortsteile erst nach ihrer Geburt nach Neubrandenburg eingemeindet wurden und (noch) kein eigenes Lemma haben. Die Listen erheben keinen Anspruch auf Vollständigkeit.

## Söhne und Töchter der Stadt Neubrandenburg

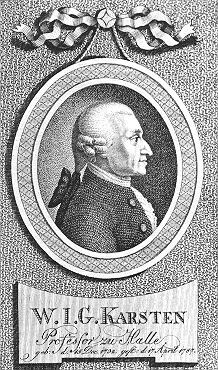
Wenceslaus Johann Gustav Karsten

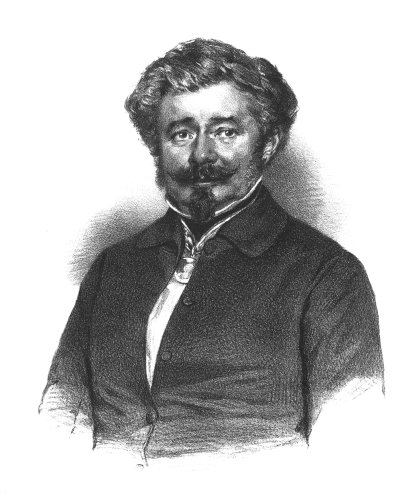
Ernst Alban

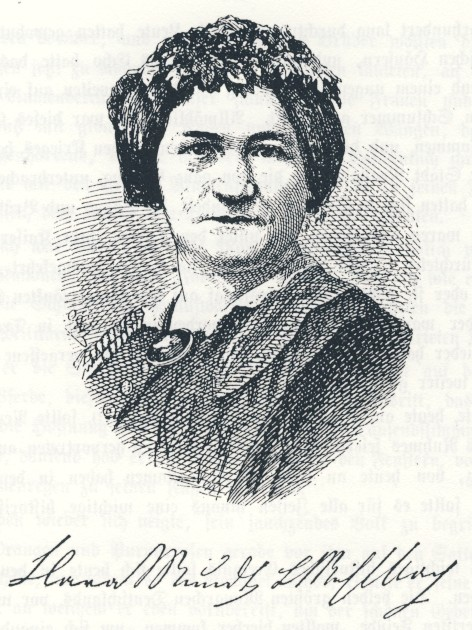
Altersbildnis Luise Mühlbach mit Autograf Klara Mundt L. Mühlbach

| Geburtsjahr | Name                             | Sterbejahr | Beruf                                                                |
| ----------- | -------------------------------- | ---------- | -------------------------------------------------------------------- |
| 1533        | Friedrich Hein                   | 1604       | Rechtswissenschaftler, Hochschullehrer und Bürgermeister in Rostock  |
| 1575        | Christoph Krauthoff              | 1655       | Jurist, Bürgermeister in Stralsund                                   |
| 1732        | Wenceslaus Johann Gustav Karsten | 1787       | Mathematiker, Hochschullehrer in Bützow und Halle (Saale)            |
| 1743        | Georg Christoph von Röpert       | 1819       | Gutsbesitzer und Freimaurer                                          |
| 1759        | Sophie Westenholz                | 1838       | Sängerin, Pianistin, Komponistin                                     |
| 1776        | Franz Christian Boll             | 1818       | evangelischer Theologe, Pastor an der Marien- und der Johanniskirche |
| 1780        | Karl Feige                       | 1862       | Schauspieler, Dramaturg, Regisseur und Theaterintendant              |
| 1783        | Wilhelm Ruscheweyh               | 1844       | Zeichenlehrer, Dekorationsmaler, Hofdekorateur                       |
| 1785        | Karl Hartwig von Zieten          | 1846       | Major, Paläontologe und Autor                                        |
| 1791        | Ernst Alban                      | 1856       | Augenarzt und Maschinenbauer                                         |
| 1800        | Heinrich Roloff                  | 1885       | Klavierbauer (Gebr. Roloff, 1. Generation)                           |
| 1801        | Friedrich Brückner               | 1883       | Bürgermeister und Parlamentarier                                     |
| 1805        | Franz Boll                       | 1875       | evangelischer Theologe, Historiker                                   |
| 1809        | Ludwig Roloff                    | 1876       | Klavierbauer (Gebr. Roloff, 1. Generation)                           |
| 1810        | Wilhelm Ahlers                   | 1889       | Jurist, Bürgermeister, Tierschützer                                  |
| 1812        | Hermann Müller-Strübing          | 1893       | Klassischer Philologe                                                |
| 1814        | Ludwig Brückner (d. Ä.)          | 1902       | Mediziner und Historiker                                             |
| 1814        | Luise Mühlbach                   | 1873       | Schriftstellerin                                                     |
| 1817        | Ernst Boll                       | 1868       | Naturforscher, Historiker                                            |
| 1818        | Moritz Füldner                   | 1873       | Gymnasiallehrer, Entomologe und Botaniker                            |
| 1823        | Viktor Siemerling                | 1879       | Apotheker, Kaufmann und Bankier                                      |
| 1837        | Carl Wendt                       | 1911       | Theologe und Pädagoge                                                |
| 1839        | Heinrich Roloff                  | 1897       | Klavierbauer (Gebr. Roloff, 2. Generation)                           |
| 1841        | August Roloff                    | 1911       | Klavierbauer (Gebr. Roloff, 2. Generation)                           |
| 1844        | Ludwig Brückner (d. J.)          | 1922       | Mediziner                                                            |
| 1844        | Bernhard Funk                    | 1911       | Mediziner und Sammler                                                |
| 1849        | Franz Boll                       | 1879       | Mediziner, Professor in Rom                                          |
| 1850        | Robert Schade                    | 1916       | Goldschmied und Politiker                                            |
| 1852        | Richard Müller [-Goldegg]        | 1932       | Verwaltungsjurist in der Finanz- und Zollverwaltung                  |
| 1859        | Carl Teske                       | 1894       | Heraldiker                                                           |
| 1863        | Wilhelm Jacobi                   | nach 1921  | Bildhauer                                                            |
| 1866        | Carl Penzhorn                    | 1956       | Politiker (NSDAP)                                                    |
| 1866        | Karl Schmidt                     | 1927       | Seilermeister und Politiker                                          |
| 1867        | Theodor Leipart                  | 1947       | Gewerkschafter                                                       |
| 1871        | Hans Bechly                      | 1954       | Gewerkschafter                                                       |
| 1874        | Carl Anton Piper                 | 1938       | Schriftsteller, Journalist und Politiker (DVP)                       |
| 1877        | Edwin Blanck                     | 1953       | Bodenkundler                                                         |
| 1878        | Hans Wendt                       | 1922       | niederdeutscher Schriftsteller                                       |
| 1881        | Erich Brückner                   | 1972       | Architekt, Denkmalpfleger und Naturschutzbeauftragter                |
| 1882        | Ernst Kühnel                     | 1964       | Kunsthistoriker                                                      |
| 1883        | Wolfgang Scharenberg             | 1969       | Rechtsanwalt und Notar                                               |
| 1884        | Otto Hagemann                    | 1974       | Fotograf                                                             |
| 1886        | Erdmann Struck                   | 1966       | Altphilologe                                                         |
| 1886        | Irmgard Unger-Brückner           | 1976       | Schriftstellerin, Heimatforscherin                                   |
| 1888        | Wilhelm Jaeger                   | 1979       | Bildhauer                                                            |
| 1889        | Rudolf Ahlers                    | 1954       | Autor                                                                |
| 1894        | Richard Dietrich                 | 1945       | Flugzeug-Konstrukteur und Unternehmer                                |
| 1895        | Erich Schmidt                    | 1952       | Politiker (KPD/SED)                                                  |
| 1898        | Erich Thilo                      | 1977       | Chemiker                                                             |
| 1899        | Maria Koubenec                   | 1995       | Schneidermeisterin, Heimatforscherin                                 |
| 1902        | Theodor Estermann                | 1991       | britischer Mathematiker                                              |
| 1902        | Albert Klaus                     | 1983       | Schriftsteller                                                       |
| 1905        | Karl-Heinrich Barthel            | nach 1963  | Mediziner und Politiker (NSDAP, NDPD)                                |
| 1909        | Paul Joachimi                    | 1993       | Ministerialdirektor in Bonn                                          |
| 1912        | Otto Ernst Remer                 | 1997       | Generalmajor und Rechtsextremist                                     |
| 1912        | Otto Vitense                     | 1962       | Politiker (CDU)                                                      |
| 1913        | Gerhard Koch                     | 1999       | Neurologe und Genetiker, Hochschullehrer                             |
| 1922        | Gerd Gerdes                      | 2014       | Agrarwissenschaftler und Heimatforscher                              |
| 1922        | Ernst-Günther Müller             | 2004       | Flottillenadmiral                                                    |
| 1924        | Karl Heinz Moll                  | 1982       | Tierfotograf, Schriftsteller, Naturschützer und Umweltpädagoge       |
| 1925        | Horst-Gösta Berling              | 1997       | Pädagoge, Schulhistoriker                                            |
| 1934        | Gerhard Voß                      | 2025       | lutherischer Theologe, Pastor und Autor                              |
| 1935        | Sophie Behr                      | 2015       | Journalistin, Schriftstellerin                                       |
| 1937        | Eberhard Struck                  |            | Herzchirurg                                                          |
| 1941        | Walter Hinghaus                  | 2022       | Fotograf                                                             |
| 1944        | Ernst Heintze                    |            | Mathematiker                                                         |
| 1945        | Paul Schultz                     | 1963       | Todesopfer an der Berliner Mauer                                     |
| 1946        | Siegfried Selke                  | 1966       | Todesopfer an der innerdeutschen Grenze                              |
| 1948        | Dieter Lenz                      |            | Fußballspieler                                                       |
| 1949        | Manfred Dachner                  |            | Landtagsabgeordneter (SPD)                                           |
| 1949        | Heiko Schultz                    |            | Bauingenieur und Kanzler der Bauhaus-Universität Weimar              |
| 1950        | Hans-Joachim Braun               | 2011       | Lehrer, Politiker, Mitglied des Landtags Mecklenburg-Vorpommern      |
| 1950        | Rainer Prachtl                   | 2024       | Politiker (CDU), MdL                                                 |
| 1953        | Edda Klatte                      |            | Mittelstreckenläuferin                                               |
| 1953        | Elke Klatte                      |            | Mittelstreckenläuferin                                               |
| 1953        | Günter Rühs                      |            | Politiker (CDU), MdL                                                 |
| 1955        | Ute Christensen                  |            | Schauspielerin                                                       |
| 1956        | Anne Gollin                      |            | Schriftstellerin                                                     |
| 1956        | Rüdiger Helm                     |            | Kanute, Olympiasieger 1976 und 1980                                  |
| 1957        | Michael Nötzel                   |            | Unternehmer und Politiker (CDU), MdL                                 |
| 1960        | Adele Landauer                   |            | Schauspielerin, -trainerin und Coach                                 |
| 1961        | Cornelia Oschkenat               |            | Leichtathletin und Olympiateilnehmerin                               |
| 1961        | Kathrin Kolloch                  |            | Juristin, Autorin, Welt- und Europameisterin im Kanusport            |
| 1962        | Torsten Koplin                   |            | Politiker (Die Linke)                                                |
| 1963        | Aram Radomski                    |            | Fotograf und Designer                                                |
| 1964        | Tobias Vogel                     |            | Fußballspieler                                                       |
| 1966        | David Bunners                    |            | Schauspieler                                                         |
| 1966        | Thomas Zereske                   | 2004       | Kanute, Olympiasieger                                                |
| 1967        | Ulf Hielscher                    |            | Bobfahrer, Weltmeister 1995                                          |
| 1967        | Irina Popow                      |            | Fernsehregisseurin                                                   |
| 1967        | Jana Sorgers                     |            | zweifache Olympiasiegerin und neunfache Weltmeisterin im Rudern      |
| 1967        | Marco Zallmann                   |            | Fußballspieler                                                       |
| 1969        | Katrin Krabbe                    |            | Leichtathletin, Weltsportlerin des Jahres 1991                       |
| 1969        | Ulrike Schielke-Ziesing          |            | Bundestagsabgeordnete (AfD)                                          |
| 1971        | Manuela Derr                     |            | Leichtathletin                                                       |
| 1972        | Katrin Brockmann                 |            | Schauspielerin                                                       |
| 1972        | Mario Lau                        |            | Fußballspieler                                                       |
| 1973        | Janette Kliewe                   |            | Handballspielerin, Handballtrainerin                                 |
| 1973        | Marcus Roloff                    |            | Schriftsteller                                                       |
| 1974        | Marco Hinz                       | 2023       | Fußballspieler                                                       |
| 1974        | Thilo Tautz                      |            | NDR-Moderator                                                        |
| 1975        | Anja Dittmer                     |            | Triathletin                                                          |
| 1976        | Christian Bartelt                |            | Politiker (FDP), MdB                                                 |
| 1977        | Katharina Schlender              |            | Theaterautorin                                                       |
| 1980        | Tim Borowski                     |            | Fußballnationalspieler                                               |
| 1980        | Jörg Malchow                     |            | Schauspieler                                                         |
| 1981        | Stefan Holtz                     |            | Kanute                                                               |
| 1982        | Sebastian Zbik                   |            | Boxer, WBC-Weltmeister                                               |
| 1983        | Viola Odebrecht                  |            | Fußballspielerin                                                     |
| 1984        | Andrea Hoffmann                  |            | Sängerin, Songwriterin und Musikerin                                 |
| 1985        | Anne Jochin                      |            | Handballspielerin                                                    |
| 1987        | Christian Blum                   |            | Leichtathlet                                                         |
| 1987        | Julius Heise                     |            | Jazzmusiker                                                          |
| 1987        | Jan Gorkow                       |            | Sänger der Band Feine Sahne Fischfilet                               |
| 1987        | Martin Hollstein                 |            | Kanute, Olympiasieger 2008                                           |
| 1987        | Peter Neumann                    |            | Lyriker, Schriftsteller und Philosoph                                |
| 1988        | Tom Buschke                      |            | Fußballspieler                                                       |
| 1989        | Tobias Jänicke                   |            | Fußballspieler                                                       |
| 1989        | Felix Rogge                      |            | Goalballsportler                                                     |
| 1989        | Carl Luis Zielke                 |            | Musiker der Band Guaia Guaia                                         |
| 1989        | Elias Gottstein                  |            | Musiker der Band Guaia Guaia                                         |
| 1991        | Lucas Albrecht                   |            | Fußballspieler                                                       |
| 1992        | Wiebke Offer                     |            | Volleyballspielerin                                                  |
| 1996        | Leif Bodin                       |            | Politiker (CDU), MdB                                                 |
| 1998        | Lindy Ave                        |            | Leichtathletin                                                       |
| 2000        | Oliver Daedlow                   |            | Fußballspieler                                                       |

## Söhne und Töchter heutiger Ortsteile
| Geburtsort | Geburtsjahr | Name             | Sterbejahr | Beruf                                                  |
| ---------- | ----------- | ---------------- | ---------- | ------------------------------------------------------ |
| Weitin     | 1795        | Carl Loholm      | 1880       | Pastor, Veteran der Befreiungskriege, Burschenschafter |
| Weitin     | 1867        | Johannes Neumann | 1936       | Lehrer und Politiker, Landtagsabgeordneter             |

## Persönlichkeiten, die am Ort wirken oder gewirkt haben

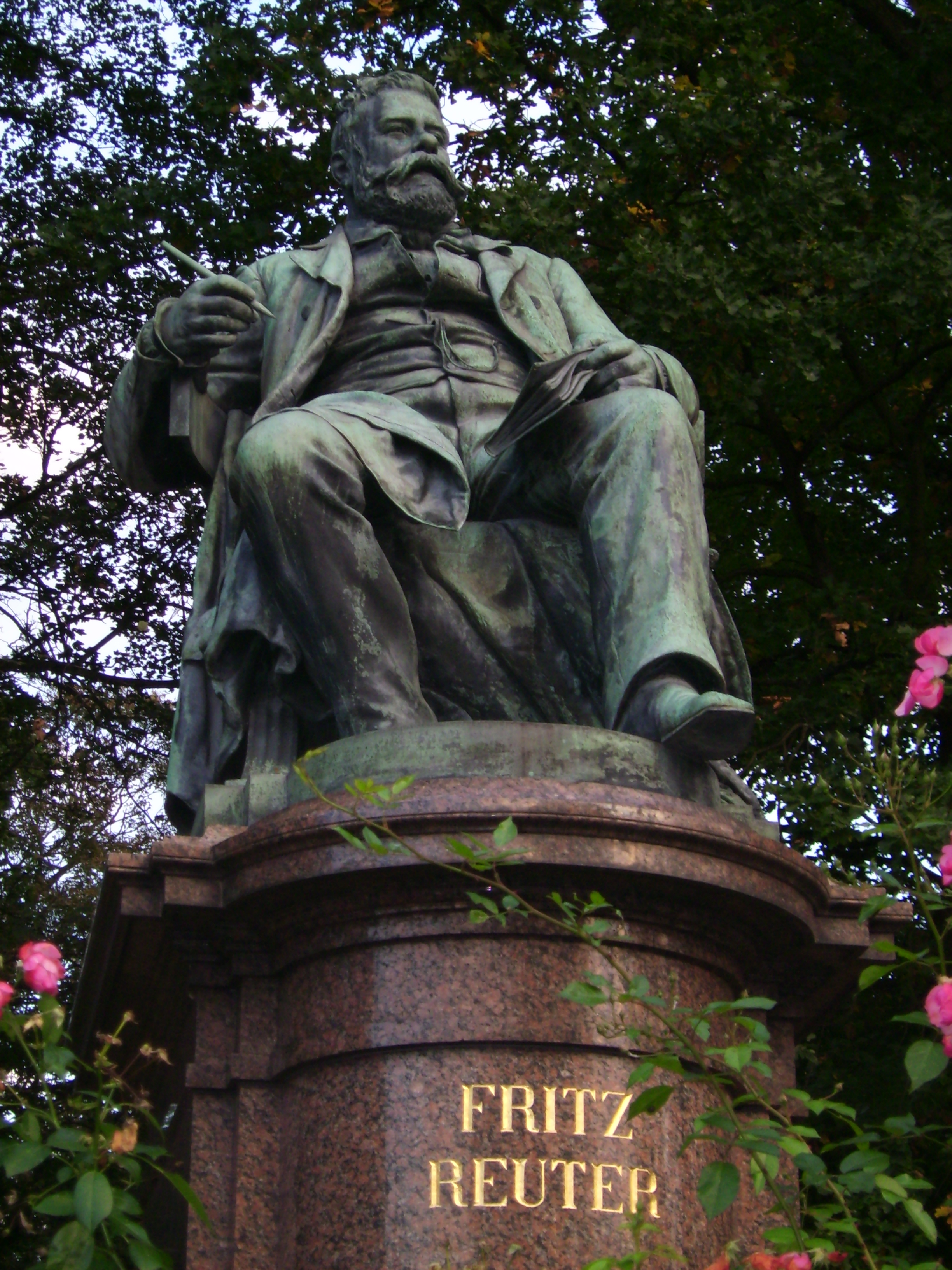
Fritz-Reuter-Denkmal

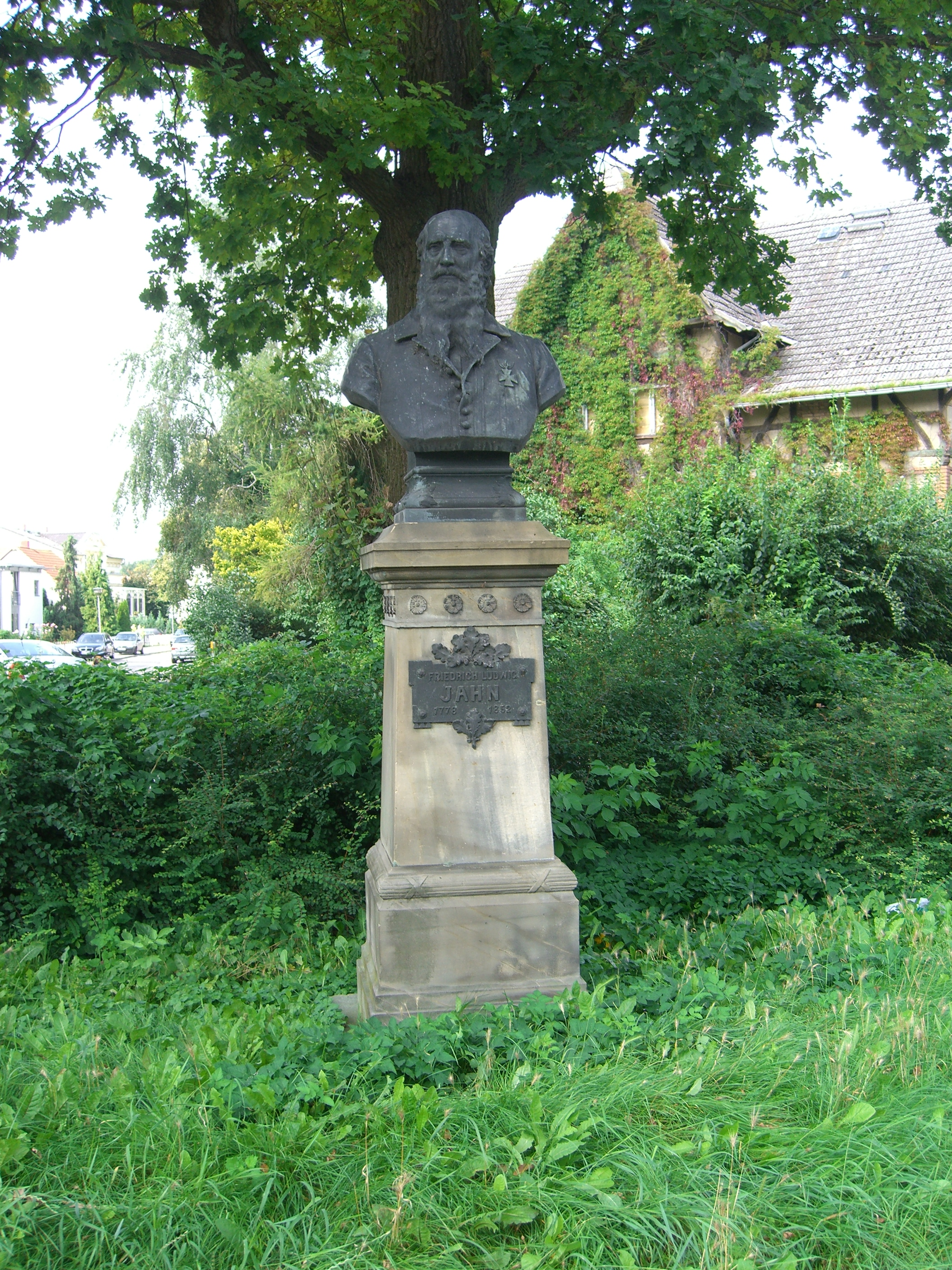
Jahn-Denkmal (1904)

- Erasmus Alberus (um 1500 – 1553), evangelischer Theologe, Reformator und Dichter
- Wilhelm Bahr (1821–1876), Kunstmaler und Fotograf in Neubrandenburg
- Anke Behmer (* 1961), Leichtathletin SC Neubrandenburg; gehörte zu Beginn der 1990er Jahre zu den weltbesten Siebenkämpferinnen
- Johann Berckmann († 1560), Augustinermönch; erster Prediger der lutherschen Lehre
- Sylvia Bretschneider (1960–2019), Lehrerin; Präsidentin des Landtages von Mecklenburg-Vorpommern
- Adolf (Friedrich Theodor) Brückner (1744–1823), Mediziner, Botaniker und niederdeutscher Schriftsteller, Stadtphysikus
- Ernst (Theodor Johann) Brückner (1746–1805), Theologe, Dichter, Mitglied des Göttinger Hains
- Christian Bunners (1934–2024), evangelischer Theologe, Autor, 1965–1975 Pastor und Propst in Neubrandenburg
- Johannes Chemnitzer (1929–2021), Erster Sekretär der SED-Bezirksleitung Neubrandenburg
- Otto Clorius (1869–1943), Pastor und Autor
- Franka Dietzsch (* 1968), Leichtathletin des SC Neubrandenburg
- Andreas Dittmer (* 1972), Kanute, Ehrenbürger von Neubrandenburg
- Paul Dörwald (1859–1937), klassischer Philologe, Gymnasialdirektor in Neubrandenburg
- Georg Ewald (1926–1973), Minister, Sekretär der SED-Bezirksleitung Neubrandenburg
- Gerd Frick (* 1948), Maler und Grafiker
- Caspar David Friedrich (1774–1840), Maler; weilte zu Besuchen von Verwandten mehrfach in Neubrandenburg und zeichnete hier
- Joachim Goldbach (1929–2008), 1972–1979 Chef des Militärbezirkes V der NVA (Neubrandenburg)
- Hans-Joachim Griephan (* 1937), Journalist, Verleger, 1994–2004 Ratsherr in der Stadtvertretung Neubrandenburg
- Iris Grund (* 1933), von 1970 bis 1990 Stadtarchitektin von Neubrandenburg
- Karl von Hahn (1782–1857), gen. „Theatergraf“; lebte zeitweilig in Neubrandenburg
- Ida Hahn-Hahn (1805–1880), Schriftstellerin; lebte zeitweilig in Neubrandenburg
- Carl Horn (1794–1879), evangelischer Theologe, Mitgründer der Jenaer Urburschenschaft; verbrachte hier seinen Lebensabend
- Friedrich Ludwig Jahn (1778–1852), Vater der deutschen Turn- und Sportbewegung („Turnvater“); war Hauslehrer in Neubrandenburg
- Horst Jonas (1914–1967), Bürgermeister, Chefredakteur der Freien Erde, Widerstandskämpfer gegen den Nationalsozialismus
- Paul Krüger (* 1950), 2001–2015 Oberbürgermeister, ehemaliger Bundesminister
- Astrid Kumbernuss (* 1970), Leichtathletin des SC Neubrandenburg
- Bernhard Latomus (um 1560–1613), Pädagoge und Historiker, Rektor in Neubrandenburg
- August Naubert (1839–1897), Pianist, Organist, Musiklehrer und Komponist
- Margarete Neumann (1917–2002), Schriftstellerin; lebte in Neubrandenburg
- Ulrich von Oertzen (1840–1923), Jurist, MdR; besuchte das Neubrandenburger Gymnasium
- Otto Piper (1841–1921), Jurist, Burgenforscher; besuchte 1851–1862 in Neubrandenburg das Gymnasium
- Karl Rätsch (* 1935), Bildhauer, lebte und arbeitete bis 1974 in Neubrandenburg
- Herbord von Raven († vor 1287), Erbauer der Stadt und erster Stadtschulze
- Brigitte Reimann (1933–1973), Schriftstellerin; lebte 1968–1973 in Neubrandenburg
- Bernhard Reinhold (1824–1892), Maler; lebte 1856–1858 in Neubrandenburg
- Fritz Reuter (1810–1874), niederdeutscher Schriftsteller; lebte 1856–1863 in Neubrandenburg
- Julie de Roquette (1763–um 1827), Dichterin im Umfeld des Göttinger Hains; lebte ab 1793 in Neubrandenburg
- Gustav Rühberg (1875–1932), Pädagoge, Politiker; war ab 1902 Lehrer an der Neubrandenburger Bürgerschule
- Fritz Scharenberg (1846–1916), Jurist, Gerichtsrat
- Gerhard Schiedewitz (1925–2007), Journalist, 1964–1989 Chefredakteur der Bezirkszeitung „Freie Erde“
- Volker Schmidt (1942–2002), Archäologe, Rethra-Forscher
- Lutz Schumacher (* 1968), Journalist und Kaufmann, seit 2007 Geschäftsführer des Nordkurier, Bestseller-Autor
- Hermann Stech (1907–1992), Jurist, Generaldirektor der Mecklenburgischen Versicherung; lebte in Neubrandenburg
- Horst Stechbarth (1925–2016), 1964–1967 Chef des Militärbezirkes V (Neubrandenburg)
- Heinrich Tessenow (1876–1950), Architekt, lebte 1923–1943 in Neubrandenburg
- Otto Vitense (d. Ä.) (1880–1948), Pädagoge und Historiker; lebte und wirkte 1909–1948 in Neubrandenburg
- Johann Heinrich Voß (1751–1826), Dichter und Übersetzer; ging in Neubrandenburg zur Schule
- Vinzenz Wanitschke (1932–2012), Bildhauer; ging in Neubrandenburg zur Schule
- Lothar Weber (1925–2010), Maler und Grafiker
- Karl Wendt (1869–1942), Pädagoge, Stadthistoriker
- Gerhard Witten (* 1933), ehemaliger deutscher Diplomat, Attaché der DDR in der VR China, Botschaftsrat in Kuba und Botschafter in Peru und Bolivien